# Andreas Ostler
Andreas „Anderl“ Ostler (* 21. Januar 1921 in Grainau; † 24. November 1988 in Garmisch-Partenkirchen) war ein deutscher Bobfahrer, der mit Lorenz Nieberl im Zweierbob 1952 erster Olympiasieger der Bundesrepublik wurde und auch im Viererbob Gold gewann.

## Leben und Karriere
Seine erste WM-Teilnahme 1950 in Cortina war geplatzt, weil sein Bob nicht rechtzeitig eintraf, 1951 bei den Bob-Weltmeisterschaften  in L’Alpe d’Huez (Frankreich) war Ostler Doppelweltmeister geworden.
Bei den Olympischen Winterspielen 1952 in Oslo gewann der Oberbayer mit seinem Bremser Lorenz Nieberl in einem 17 Jahre alten Bobschlitten die Goldmedaille im Zweierbob.  
Dieser Sieg war das erste Olympiagold der Bundesrepublik Deutschland (1948 war Deutschland noch gesperrt gewesen), außer seinem zweiten Gold im Viererbob gewannen bei diesen Spielen nur noch das Eiskunstlauf-Paar Ria und Paul Falk Gold.

Als sein Viererbob im Training aufgrund veralteter Vorkriegstechnik hinter der mit besserem Material ausgestatteten Konkurrenz zurückblieb, überredete er seinen lokalen Erzrivalen Friedrich Kuhn von Deutschland II, beide Mannschaften aufzulösen und die schwersten Männer in einem Bob zusammenzufassen. Das klappte, Ostler, Nieberl, Kuhn und Franz Kemser (alle SC Riessersee) gewannen Gold im Viererbob.
Dafür wurde er am 22. Februar 1952 mit dem Silbernen Lorbeerblatt ausgezeichnet.
Die Besatzung des deutschen Viererbobs bei den Olympischen Spielen wog 472 kg, was den Internationalen Verband dazu veranlasste, eine Gewichtsbeschränkung auf 420 kg (ohne Schlitten)
einzuführen.
Bei der Bobweltmeisterschaft 1953 auf seiner Hausbahn in Garmisch-Partenkirchen wurde er Vizeweltmeister im Zweier- und im Viererbob, bei der WM 1954 erschien der an Alkoholproblemen leidende Ostler bei der WM nicht zu den Ausscheidungsläufen.
Trotz dieser Probleme war er bei der Eröffnungsfeier der Olympischen Spiele 1956 in Cortina d’Ampezzo Fahnenträger der gesamtdeutschen Mannschaft; gewann aber nichts.
Nach seiner Sportlerkarriere wurde der passionierte Hobby-Volksmusiker Ostler Gastronom. Sein Sohn Beni Ostler und seine Tochter Mathilde Ostler-Jochner setzten die musikalische Tradition des Vaters fort und konnten sich in den 1970er Jahren erfolgreich in der volkstümlichen Musikszene etablieren.
Die Kinokomödie Schwere Jungs von Marcus H. Rosenmüller aus dem Jahr 2006 greift die Geschichte um die olympische Bobmannschaft von 1952 auf.